# Lily Leung
Lily Leung Shun-Yin, kínaiul 梁舜燕 (Brit Hongkong, 1929. január 7. – Hongkong, 2019. augusztus 13.) hongkongi színésznő.

## Filmjei
Mozifilmek
- Tian tian bao xi (1974)
- Shuang xing ban yue (1975)
- Da jia le (1975)
- Ban jin ba liang (1976)
- Hong lou chun shang chun (1978)
- Gong zi jiao (1981)
- Kong xin da shao ye (1983)
- Véres játék (Bloodsport) (1988)
- Liu jin sui yue (1988)
- Fei nu zheng zhuan (1992)
- Yap moh (1994)
- No hoi wai lung (1995)
- Tracey (2018)

Tv-sorozatok
- Dai noi kwan ying (1980)
- Dai dey yan ching (1980)
- O gei sut lok II (1996)
- Fat shan chaan sin sang (2005)
- Chiu bao dai chong (2006)
- Do cheung fung wan (2006)
- Tong sum fung bo (2007)
- Yuen loi oi sheung chaak (2008)
- Chut doi sheung giu (2009
- Fu gwai moon (2009)
- 4 in Love (2012)
- Lou biu, lei hou hea! (2014, egy epizódban)